# Musculus vocalis
A musculus vocalis egy apró izom az ember hangszalagjainál.

## Eredés, tapadás, elhelyezkedés
A plica vocalisnál található. A cartilago arytenoideán tapad.

## Funkció
Feszíti a hangszalagokat.

## Beidegzés
A nervus laryngealis inferior idegzi be.